# Ill Rap
Ill Rap è il terzo album in studio del rapper italiano Jap, pubblicato nel 2009.

## Tracce
1. Il decesso (con Mirra e Big Mousley)
2. Sì, sì, sì! (con DJ Double S)
3. Piedi per terra (con Eta e Norex)
4. Sete di liberà
5. Sound giusto (con DJ Mastrobeat)
6. Tanta roba (skit)
7. Ill Rap (con Il Coro La Rocca e Lù)
8. Non lo so
9. Random (con Jack the Smoker e Bat One)
10. Puma (con Norex)
11. Perché (con DJ Kamo)
12. Tramonti (con Eta, Norex e Rossana)